# Force It
Albums de UFO
Phenomenon
(1974) No Heavy Petting
(1976)
Singles
Force It est le quatrième album studio du groupe de hard rock anglais UFO.

## Historique
Force It est sorti en juin 1975 sur le label Chrysalis Records. Comme son prédécesseur, Phenomenon, il a été produit par le bassiste de Ten Years After, Leo Lyons et enregistré à Londres dans les studios Morgan.
 À noter que Chick Churchill, lui aussi membre de Ten Years After, assure les parties de claviers sur cet album.
Lors de la tournée de promotion de Phenomenon, Paul Chapman avait rejoint le groupe en tant que deuxième guitariste mais le quitta avant l'enregistrement de cet album pour fonder Lone star. Il reviendra en 1979 pour remplacer Michael Schenker.
Il sera le premier album du groupe à entrer dans les charts US avec une 71e place au Billboard 200.
La pochette de cet album, signée par Hipgnosis comme la plupart des albums du groupe, sera censurée aux États-Unis. Elle montre un couple au sexe indéterminé (en l'occurrence Genesis P-Orridge et Cosey Fanni Tutti, tous deux membres du collectif COUM Transmission) à moitié nu s'embrassant dans une salle de bains.

## Liste des titres
Face 1
| No | Titre              | Auteur                                | Durée |
| -- | ------------------ | ------------------------------------- | ----- |
| 1. | Let It Roll        | Phil Mogg, Michael Schenker           | 3:57  |
| 2. | Shoot Shoot        | Mogg, Andy Parker, Schenker, Pete Way | 3:40  |
| 3. | High Flyer         | Mogg, Schenker                        | 4:08  |
| 4. | Love Lost Love     | Mogg, Schenker                        | 3:21  |
| 5. | Out in the Streets | Mogg, Way                             | 5:18  |

Face 2
| No | Titre                           | Auteur                      | Durée |
| -- | ------------------------------- | --------------------------- | ----- |
| 6. | Mother Mary                     | Mogg, Parker, Schenker, Way | 3:49  |
| 7. | Too Much of Nothing             | Way                         | 4:02  |
| 8. | Dance Your Life Away            | Mogg, Schenker              | 3:35  |
| 9. | This Kid's / Beetween the Walls | Mogg, Schenker / Schenker   | 6:13  |

### Titres bonus de la réédition 2007
| No  | Titre                                                                | Auteur                      | Durée |
| --- | -------------------------------------------------------------------- | --------------------------- | ----- |
| 10. | A Million Miles (Titre inédit)                                       | Mogg, Schenker              | 4:49  |
| 11. | Mother Mary (Live at Paris Theatre, London, 11 décembre 1975)        | Mogg, Parker, Schenker, Way | 4:04  |
| 12. | Out in the Streets (Live at Paris Theatre, London, 11 décembre 1975) | Moggg, Way                  | 5:12  |
| 13. | Shoot Shoot (Live at Paris Theatre, London, 11 décembre 1975)        | Mogg, Parker, Schenker, Way | 3:48  |
| 14. | Let It Roll (Live at the Roundhouse, London, 25 avril 1976)          | Mogg, Schenker              | 4:59  |
| 15. | This Kid's (Live at the Roundhouse, London, 25 avril 1976)           | Mogg, Schenker              | 4:19  |

### Titres bonus de la réédition 2012
Disc 1
- Album original +

| No  | Titre                          | Auteur         | Durée |
| --- | ------------------------------ | -------------- | ----- |
| 10. | A Million Miles (Titre inédit) | Mogg, Schenker | 4:49  |

Disc 2
| 1.  | Intro              |                             | 1:12 |
| 2.  | Let It Roll        | Mogg, Schenker              | 5:01 |
| 3.  | Doctor, Doctor     | Mogg, Schenker              | 5:15 |
| 4.  | Oh My              | Mogg, Parker, Schenker, Way | 4:16 |
| 5.  | Built for Comfort  | Willie Dixon                | 4:41 |
| 6.  | Out in the Streets | Mogg, Way                   | 5:28 |
| 7.  | Space Child        | Mogg, Schenker              | 4:43 |
| 8.  | Mother Mary        | Mogg, Parker, Schenker, Way | 4:42 |
| 9.  | All or Nothing     | Ronnie Lane, Steve Marriott | 4:39 |
| 10. | This Kid's         | Mogg, Schenker              | 4:38 |
| 11. | Shoot, Shoot       | Mogg, Parker, Schenker, Way | 3:50 |
| 12. | Rock Bottom        | Mogg, Schenker              | 9:08 |

## Musiciens
- Phil Mogg: chant
- Andy Parker: batterie, percussions
- Michael Schenker: guitares
- Pete Way: basse, chœurs

avec
- Chick Churchill: claviers
- James Dewar: chœurs

## Charts
| Pays                                  | Durée du classement | Meilleur classement | Date              |
| ------------------------------------- | ------------------- | ------------------- | ----------------- |
| Allemagne (GfK Entertainment)         | 4 semaines          | 35e                 | 15 août 1975      |
| Écosse (Scottish Album Chart)         | 1 semaine           | 33e                 | 17 septembre 2021 |
| États-Unis (Billboard 200)            | 9 semaines          | 71e                 | 4 octobre 1975    |
| Royaume-Uni (UK Rock and Metal Chart) | 2 semaines          | 9e                  | 17 septembre 2021 |
| Suisse (Schweizer Hitparade)          | 1 semaine           | 59e                 | 19 septembre 2021 |